# Злоткув
Злоткув (пол. Złotków) — село в Польщі, у гміні Клечев Конінського повіту Великопольського воєводства.
Населення — 420 осіб (2011).
У 1975-1998 роках село належало до Конінського воєводства.

## Демографія
Демографічна структура станом на 31 березня 2011 року:
|          | Загалом | Допрацездатний вік | Працездатний вік | Постпрацездатний вік |
| -------- | ------- | ------------------ | ---------------- | -------------------- |
| Чоловіки | 218     | 54                 | 142              | 22                   |
| Жінки    | 202     | 35                 | 116              | 51                   |
| Разом    | 420     | 89                 | 258              | 73                   |